# Allgemeine Medizinisch-Pharmazeutische Flora
Allgemeine Medizinisch-Pharmazeutische Flora (abreviado Allg. Med.-Pharm. Fl.) es un libro con ilustraciones y descripciones botánicas que fue escrito por el médico y botánico bohemio Vincenz Franz Kosteletzky. Fue publicado en Mannheim en 6 volúmenes en los años 1831-1836 con el nombre de Allgemeine medizinisch-pharmazeutische Flora: Enthaltend die systematische Aufzählung und Beschreibung sämmtlicher bis jetzt bekannt gewordenen Gewächse aller Welttheile in ihrer Beziehung auf Diätetik, Therapie und Pharmazie, nach den natürlichen Familien des Gewächsreiches geordnet.

## Publicación
- Volumen n.º 1, May 1831;
- Volumen n.º 2, Jan-Jun 1833;
- Volumen n.º 3, Apr-Dec 1834;
- Volumen n.º 4, Jan-Oct 1835;
- Volumen n.º 5, Jan-Sep 1836;
- Volumen n.º 6 Jan-Sep 1836